# Carl Robie
Carl Joseph Robie III (Darby, 12 maggio 1945 – Sarasota, 30 novembre 2011) è stato un nuotatore statunitense.
Specializzato nella farfalla, ha vinto la medaglia d'oro nei 200 m farfalla ai Giochi olimpici di Città del Messico 1968 e l'argento sempre sulla stessa distanza a Tokyo 1964. Della stessa specialità è stato anche primatista mondiale
Nel 1976 è diventato uno dei Membri dell'International Swimming Hall of Fame.
È scomparso nel 2011 all'età di 66 anni.

## Palmarès
- Olimpiadi

Tokyo 1964: oro nei 200 m farfalla.
Città del Messico 1968: argento nei 200 m farfalla.
- Giochi panamericani

1963 - San Paolo: oro nei 200 m farfalla.